# Bernd Leifeld
Bernd Leifeld (* 27. Juni 1949 in Heggen, Kreis Olpe) ist ein deutscher Dramaturg, Regisseur, Theaterintendant und Kulturmanager.

## Leben und Beruf
Leifeld studierte Germanistik, Theaterwissenschaften und Pädagogik an den Universitäten Köln und Berlin (FU) und schloss 1975 das Studium mit der Staatsprüfung für das Lehramt an Gymnasien ab. Während des Studiums arbeitete er als Regieassistent am Renaissance-Theater Berlin (1971) und am theater coom in Köln (1974). Seine erste eigenständige Regiearbeit bei den Wuppertaler Bühnen wurde 1976 zu den 1. Mülheimer Theatertagen eingeladen. 1980 war Bernd Leifeld Dramaturg bei den Ruhrfestspielen Recklinghausen, bevor er Schauspieldirektor am Staatstheater Kassel wurde. Von 1984 bis 1991 war er Intendant am Landestheater Württemberg-Hohenzollern Tübingen (LTT). Nach einem Lehrauftrag für Dramaturgie an der Universität Tübingen arbeitete er als Lektor an der Universität Basel. Von 1993 bis 1995 war Bernd Leifeld Dramaturg und Schauspieldirektor am Theater Basel. 
Vom 1. Januar 1996 bis 31. März 2014 war er Geschäftsführer der Documenta und Museum Fridericianum Veranstaltungs GmbH in Kassel. Er arbeitete mit den Künstlerischen Leitern Catherine David (dX), Okwui Enwezor (D11), Roger M. Buergel (d12) und Carolyn Christov-Bakargiev (d13) zusammen. Im Bereich der Kunsthalle Fridericianum war er als Geschäftsführer Partner der Künstlerischen Leiter Tilman Osterwold, René Block, Rein Wolfs und Susanne Pfeffer.
Bernd Leifeld ist Vater einer Tochter.

## Ehrenämter
- Vorsitzender der „Gesellschaft der Freunde und Förderer des Kasseler Bürgerpreises Das Glas der Vernunft“
- Mitglied im Kuratorium des Hessischen Kulturpreises
- Mitglied im Programmbeirat Radio/Tele FFH
- Mitglied im Beirat der Kasseler Sparkasse
- Ehrenmitglied Caricatura Kassel
- Ehrenmitglied Kasseler Kunstverein
- Präsident Rotary Club Kassel 2016/2017

## Auszeichnungen
Für seine Inszenierung von Alfred Bergmanns Theaterstück Nina + George erhielt Leifeld 1976 den Publikumspreis beim 1. Mülheimer Dramatikerpreis.
Seit 1991 ist er Träger der Hölderlin-Plakette der Universitätsstadt Tübingen für besondere Verdienste als Intendant des LTT. 
Der Magistrat der documenta-Stadt Kassel verlieh Leifeld 2014 den Wappenring.
Das Land Hessen verlieh Leifeld 2014 den Hessischen Verdienstorden.